# Jan van Epenhuysen
Jan van Epenhuysen (Kloosternaam: Hilarion van Xeropotamou) (Almelo, 11 september 1906 – Klooster Xeropotamou, Oros Athos, Griekenland, 19 oktober 2000) was een Nederlands dirigent.

## Biografie
Hij was zoon van controleur van het kadaster Adriaan Janus van Epenhuijsen en Arendina Jentina Blom. Hij volgde het gymnasium in zijn geboorteplaats en studeerde daarna aan het Amsterdamsch Conservatorium. Hij kreeg er onder meer les van Willem Andriessen. Na in 1930 eindexamen te hebben gedaan vertrok hij naar Parijs om er lessen te volgen bij Pierre Monteux en naar Rome, waar hij werkte als operarepetitor.
Bij terugkomst in Nederland dirigeerde hij diverse orkesten en verzorgde radioprogramma’s over opera's. Hij trouwde op 13 juli 1939 en kreeg drie dochters, scheidde op 15 juni 1951, hertrouwde op 2 mei 1952 en scheidde op 23 april 1974 van zijn tweede echtgenote. Van 1941 tot 1946 was hij dirigent van de opera in Amsterdam. Die functie combineerde hij vanaf 1941 met het tweede dirigentschap bij de Groninger Orkest Vereniging. Eerste dirigent was toen Kor Kuiler. Na diens pensionering in 1946 promoveerde hij naar eerste dirigent. In die jaren was hij ook hoofddocent opera aan het Amsterdams Conservatorium en dirigent van het Toonkunstkoor Bekker in Groningen. Hij gaf daarbij ook concerten in het buitenland, zoals in oktober 1956 toen hij in het Noorse Bergen het Ricercare van Hendrik Andriessen dirigeerde. Hij gaf van 1939 tot 1944 leiding aan vier concerten met het Concertgebouworkest.
In 1961, na zijn pensioen, vertrok Jan van Epenhuysen naar Engeland om daar dirigent te worden, maar na zijn vertrek werd nauwelijks meer iets van hem vernomen. Volgens Robijns in 1980 vertrok hij echter om zich te verdiepen in de filosofie. Roelof Krol nam zijn dirigentschap ad-interim over.

## Latere leven
Jan van Epenhuysen, ging eerst naar het klooster Saint John The Baptist, Tolleshunt Knights, van de nu Heilige Archimandriet Sophrony (Sacharov) van Essex en werd orthodox en veranderde zijn naam in Hilarion. Hij werd samen met de monnik Johannes gestuurd naar de Parochie Heilige Drie-eenheid in Vanves in Frankrijk waar archimandriet Serge (Chévitch) de rector was. Hier was hij kloosterling. Hij ging in de zomer samen met monnik Johannes naar de skite van de Heilige Geest in de buurt van Le Mesnil-Saint-Denis en daar woonde elk op zichzelf, in onafhankelijke hutten gebouwd op het grondgebied van de skite. Voor het Vigilie of de  Goddelijke liturgie ging hij dan naar de parochie in Vanves. Na het overlijden van de archimandriet Serge (Chévitch), die de kleine parochie Parochie Heilige Drie-eenheid in Vanves bediende, is vader Hilarion daarvoor in de plaats priester gewijd, terwijl hij al ongeveer 80 jaar oud was. Hij bleef tien jaar in Frankrijk. Maar hij wilde graag naar de Athos, waartoe hij eindelijk toestemming kreeg en ging eind jaren 60 naar het klooster van Xeropotamou op de Berg Athos.
Op 30 januari 1989 bracht vader Hilarion van Xeropotamou een bezoek aan het klooster van de H. Profeet Elias in Sint Hubert en op 13 juli 1989 het klooster Geboorte van de Moeder Gods in Asten. In 1999 of 2000 bracht hij een bezoek aan de parochie van de Heilige Nicolaas van Myra, toen nog in de Kerkstraat 342, in Amsterdam. Hier was hij bij een aantal diensten, waaronder de Goddelijke Liturgie, aanwezig.
Op 19 oktober 2000 is vader Hilarion op 94-jarige leeftijd overleden in het klooster Xeropotamou en aldaar begraven.
In Nederland is er op de Algemene en Nieuwe RK Begraafplaats, Nieuwe Hilversumseweg te Bussum een familiegraf waarop zijn wereldse- en kloosternaam vermeld staan.